# Корейский национальный университет искусств
Корейский национальный университет искусств (кор. 한국예술종합학교?, 韓國藝術綜合學校?) — национальный университет в Сеуле, Республика Корея. Основан в 1993 году Министерством культуры, спорта и туризма Республики Корея как единственный национальный университет искусств с целью стать ведущим учреждением, способствующим развитию и воспитанию творческих специалистов. В университете функционируют 26 факультетов, объединённых в шесть школ: музыки, драмы, кино, телевидения и мультимедиа, танца, изобразительных искусств и корейских традиционных искусств.

## История
Указ об учреждении Корейского национального университета искусств (Президентский указ № 13528) был принят Государственным советом на заседании кабинета министров 30 декабря 1991 года в Республике Корея. Этот указ был направлен на систематическое развитие исключительных художественных талантов, позволяя их обладателям совершенствовать свои профессиональные навыки и становиться всемирно известными художниками, тем самым воплощая идеалы нации, приверженной культурным ценностям. В соответствии с этой целью, Министерство культуры Республики Корея создало рабочую группу по учреждению университета 28 января 1992 года и разместило временные офисы в здании бывшей Национальной средней школы корейской традиционной музыки в Чангчунг-доне, Сеул. Рабочая группа, стремясь начать работу университета в марте 1993 года, приступила к подготовке учреждения, привлекая к работе группу уважаемых экспертов из сферы культуры и искусства в качестве членов консультативного совета. Указ вступил в силу 1 января 1993 года.
В то время, когда в Республике Корея не существовало специализированных высших учебных заведений в области искусств, была инициирована идея создания университета в форме консерватории. На основе «Десятилетнего плана культурного развития Республики Корея», предложенного тогдашним кандидатом в президенты Ро Дэ У ходе выборов, был принят соответствующий закон, предусматривающий создание национального университета искусств мирового уровня. Университет, функционирующий как четырёхлетнее государственное учреждение под эгидой Министерства культуры, спорта и туризма, официально открылся 30 октября 1992 года с созданием академических и административных структур. В ноябре 1992 года Ли Кансук был назначен первым президентом, и с тех пор университет начал свою деятельность с открытия музыкальной школы в 1993 году, за которой последовали другие школы искусств. Корейский национальный университет искусств охватывает все дисциплины искусства, включая музыку, танец, театр, кино, телевидение, анимацию, изобразительное искусство, дизайн, архитектуру и традиционные корейские искусства.
До основания Корейского национального университета искусств (К-Артс) художественное образование предоставлялось отдельными колледжами в составе крупных университетов, которые продолжают активно развивать таланты. До создания К-Артс существовал Сеульский колледж искусств, позже переименованный в Сеульский институт искусств, предлагавший ассоциированную степень в области художественного образования. С 2009 года институт расширил свои программы, добавив бакалавриат и магистратуру.
K-Артс предлагает программы бакалавриата и магистратуры, а также программу дошкольного обучения для талантливых молодых студентов. По состоянию на 30 сентября 2023 года, в бакалавриате обучается 2 636 студентов, а в магистратуре — 1 052 студента. В школе также работают 136 профессоров и 447 сотрудников.

## Устройство

### Программы
- Программа бакалавриата
- Программа магистратуры
- Программы подготовки артистов (подготовительная школа)
- Система образования талантливых артистов

### Школы и факультеты
- Школа драматического искусства
  - Факультет актёрского мастерства, факультет режиссуры, факультет драматургии, факультет сценографии, факультет театральных исследований
- Школа танцев
  - Факультет танцевального исполнительства, факультет хореографии, факультет теории танца, факультет управления искусством
- Музыкальная школа
  - Кафедра вокальной музыки, кафедра оперы, кафедра лирики и оратории, кафедра инструментальной музыки, кафедра композиции, кафедра музыкальных технологий, кафедра дирижирования, кафедра музыковедения
- Школа кино, телевидения и мультимедиа
  - Факультет кинопроизводства, факультет киноведения, факультет мультимедиа, факультет анимации, факультет телерадиовещания
- Школа изобразительных искусств
  - Факультет изобразительного искусства, факультет дизайна, факультет архитектуры, факультет теории искусства
- Школа корейского традиционного искусства
  - Кафедра теории традиционного искусства, кафедра традиционной музыки, кафедра традиционного танца, кафедра традиционного народного театра
- Межшкольный отдел
  - Управление в сфере искусства, создание сюжетов, мюзиклы

## Кампус
Корейский национальный университет искусств состоит из трёх кампусов в Сеуле: кампус Соккван, кампус Сочхо и кампус Дэхак-ро.

## Достижения
В июне 2006 года Ким Сон Ук стал первым азиатским музыкантом, завоевавшим одно из трёх ведущих мировых фортепианных конкурсов — Международный конкурс пианистов в Лидсе. После подписания контракта с компанией Askonas Holt он выступил с Лондонским филармоническим оркестром.
Шин Хёнсу выиграла Международный конкурс скрипачей Лонга-Тибо в ноябре 2008 года. Она также получила две специальные награды, включая Премию за сольный концерт и Премию за работу в оркестре.
На Международном конкурсе балета в Нью-Йорке три первых приза получили выпускники K-Arts. The New York Times отметила: «Конкурс для всего мира, возглавляемый южнокорейцами». Победительница первого приза, Ха Ынджи, присоединилась к Финскому национальному балету в качестве солистки.
Факультет архитектуры вошёл в состав Королевского института британских архитекторов (RIBA). Это первый случай, когда университет в неанглоязычном регионе получил международную сертификацию от RIBA.
Корейский фильм «Преследователь» был показан вне конкурса на Каннском кинофестивале, а также получил премию за лучший сценарий на Международном кинофестивале в Пусане (BIFF), а также награды на премиях «Большой колокол», «Голубой дракон», «Пэксан» и других. Режиссёр фильма На Хонджин, оператор Ли Сонджэ и кинематографист Ли Минбок — все выпускники K-Артс.
Последним достижением стало получение Лим Юнчханом премии Ван Клиберна на международном конкурсе пианистов. После этого Юнчхан поступил на обучение в Музыкальную консерваторию Новой Англии в Бостоне, штат Массачусетс, США.